# گرترود (فیلم)
گرترود (Gertrud) فیلمی دانمارکی در سبک درام به کارگردانی کارل تئودور درایر است که در سال ۱۹۶۴ منتشر شد. این فیلم بر اساس نمایشنامه‌ای به همین عنوان نوشتهٔ یلمار سودربری ساخته شده‌است.
گرترود آخرین فیلم درایر بود. این فیلم برای نماهای بلند متعددش از جمله یک برداشت نه دقیقه و پنجاه و شش ثانیه‌ای از صحبت کردن گرترود با گابریل، معشوق پیشینش، در مورد گذشته‌شان مشهور است.